# Stagnicola utahensis
Stagnicola utahensis är en snäckart som först beskrevs av Call 1884.  Stagnicola utahensis ingår i släktet Stagnicola och familjen dammsnäckor. IUCN kategoriserar arten globalt som akut hotad. Inga underarter finns listade i Catalogue of Life.

## Bildgalleri

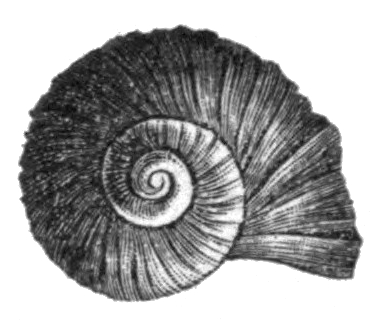
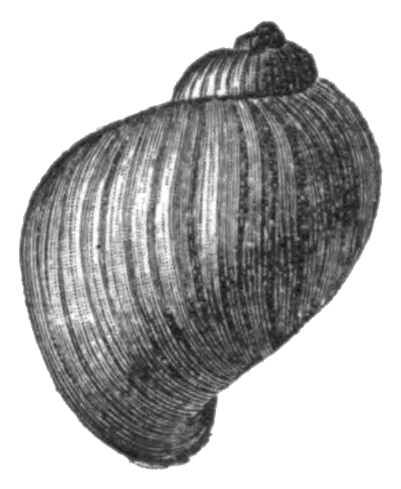